# Arturo Cerdá y Rico
Arturo Cerdá y Rico (Monóvar, 11 de octubre de 1844-Cabra del Santo Cristo, 15 de febrero de 1921) fue un médico, etnógrafo y fotógrafo español que ha dejado un legado de unas 2000 fotografías estereoscópicas de gran importancia.

## Biografía
Terminó los estudios de medicina en 1868 y estuvo ejerciendo como médico en Cox hasta que tuvo que desplazarse a Cabra del Santo Cristo, en Andalucía, a atender a un hermano suyo enfermó en 1871. Allí conoció y se casó con Rosario Serrano Cano, hija de una notable familia de hacendados ubetense, se trasladó a vivir a Cabra del Santo Cristo, donde ejerció su profesión. Era aficionado a la fotografía y en esta ciudad compatibilizó su trabajo con ella y la administración de sus propiedades.
En 1900 construyó una casa de estilo modernista diseñada para la fotografía que constaba de un patio interior con suelo de cristal y un laboratorio con tres ventanas cada una con un cristal de color verde, rojo y blanco que le permitía revelar con luz del sol diferentes tipos de materiales. Entre las técnicas que empleó se encuentra el autocromo pero especialmente la fotografía estereoscópica.
Los temas que abordaba eran en muchos casos propios de la etnografía ya que fotografiaba a campesinos y trabajadores de la zona de Cabra en la mayoría de las ocasiones, pero también de temas concretos por toda España como es el caso de sus series sobre lavaderos públicos, trabajos de pesca, labores de recolección de la aceituna, fabricación de tejas, etc. También realizó fotografías de viajes como el reportaje de la ciudad de Tánger en 1907.
A lo largo de su actividad fotográfica recibió influencias de diversas corrientes algunas de ellas contrapuestas, de ese modo tiene fotografías que pueden encuadrarse en el pictorialismo, otras en la fotografía directa y otras son propias del reportaje gráfico. En muchas de sus fotografías se nota la influencia del lenguaje del cine especialmente en sus encuadres y composiciones. 
Fue galardonado en diversas ocasiones y su trabajo se publicó en revistas como Graphos Ilustrado, Photos o La Fotografía Ilustrada.

## Homenajes y reconocimientos
Una asociación cultural del pueblo de Cabra del Santo Cristo lleva su honor y organiza un importante concurso fotográfico en su nombre.